# Zubrivka, Camenița
Zubrivka (în ucraineană Зубрівка) este un sat în comuna Panivți din raionul Camenița, regiunea Hmelnîțkîi, Ucraina.

## Demografie
Componența lingvistică a localității Zubrivka
     Ucraineană (100%)
Conform recensământului din 2001, toată populația localității Zubrivka era vorbitoare de ucraineană (100%).